# Kabinet-Ratas I
Het kabinet-Ratas I was van 23 november 2016 tot 30 april 2019 de regering van Estland. Het kabinet stond onder voorzitterschap van premier Jüri Ratas en bestond uit drie partijen: de Centrumpartij, Sociaaldemocratische Partij en Pro Patria.
De regering werd op 23 november 2016 beëdigd als opvolger van het tweede kabinet van Taavi Rõivas, dat na een motie van wantrouwen ten val was gekomen. Het kabinet bleef aan tot na de parlementsverkiezingen van maart 2019 en werd op 30 april 2019 opgevolgd door het kabinet-Ratas II.

## Kabinet–Ratas I (2016–2019)
| Ambtsbekleder | Ambtsbekleder       | Ambtsbekleder              | Functie(s)                                                   | Ambtstermijn      | Ambtstermijn     | Partij(en) |
| ------------- | ------------------- | -------------------------- | ------------------------------------------------------------ | ----------------- | ---------------- | ---------- |
|               | Jüri Ratas          | Jüri Ratas (1978)          | Premier                                                      | 23 november 2016  | 26 januari 2021  | EK         |
|               | Andres Anvelt       | Andres Anvelt (1969)       | Minister van Binnenlandse Zaken                              | 23 november 2016  | 26 november 2018 | SDE        |
|               | Katri Raik          | Katri Raik (1967)          | Minister van Binnenlandse Zaken                              | 26 november 2018  | 30 april 2019    | SDE        |
|               | Sven Mikser         | Sven Mikser (1973)         | Minister van Buitenlandse Zaken                              | 23 november 2016  | 30 april 2019    | SDE        |
|               | Sven Sester         | Sven Sester (1969)         | Minister van Financiën                                       | 10 april 2015     | 13 juni 2017     | IRL        |
|               | Toomas Tõniste      | Toomas Tõniste (1967)      | Minister van Financiën                                       | 13 juni 2017      | 30 april 2019    | IRL        |
|               | Urmas Reinsalu      | Urmas Reinsalu (1975)      | Minister van Justitie                                        | 10 april 2015     | 30 april 2019    | IRL        |
|               | Kadri Simson        | Kadri Simson (1977)        | Minister van Economische Zaken en Infrastructuur             | 23 november 2016  | 30 april 2019    | EK         |
|               | Margus Tsahkna      | Margus Tsahkna (1977)      | Minister van Defensie                                        | 23 november 2016  | 13 juni 2017     | IRL        |
|               | Jüri Luik           | Jüri Luik (1966)           | Minister van Defensie                                        | 13 juni 2017      | 26 januari 2021  | IRL        |
|               | Jevgeni Ossinovski  | Jevgeni Ossinovski (1986)  | Minister van Volksgezondheid en Arbeid                       | 15 september 2015 | 1 mei 2018       | SDE        |
|               | Riina Sikkut        | Riina Sikkut (1983)        | Minister van Volksgezondheid en Arbeid                       | 1 mei 2018        | 30 april 2019    | SDE        |
|               | Kaia Iva            | Kaia Iva (1964)            | Minister van Sociale Zaken                                   | 23 november 2016  | 30 april 2019    | IRL        |
|               | Mailis Reps         | Mailis Reps (1975)         | Minister van Onderwijs en Wetenschap                         | 23 november 2016  | 20 november 2020 | EK         |
|               | Martin Repinski     | Martin Repinski (1986)     | Minister van Landbouw                                        | 23 november 2016  | 10 december 2016 | EK         |
|               | Tarmo Tamm          | Tarmo Tamm (1953)          | Minister van Landbouw                                        | 10 december 2016  | 30 april 2019    | EK         |
|               | Marko Pomerants     | Marko Pomerants (1964)     | Minister van Milieu en Klimaat                               | 10 april 2015     | 13 juni 2017     | IRL        |
|               | Siim Valmar Kiisler | Siim Valmar Kiisler (1965) | Minister van Milieu en Klimaat                               | 13 juni 2017      | 30 april 2019    | IRL        |
|               | Indrek Saar         | Indrek Saar (1973)         | Minister van Cultuur                                         | 10 april 2015     | 30 april 2019    | SDE        |
|               | Mihhail Korb        | Mihhail Korb (1980)        | Minister voor Administratieve Zaken                          | 23 november 2016  | 23 mei 2017      | EK         |
|               | Jaak Aab            | Jaak Aab (1960)            | Minister voor Administratieve Zaken                          | 13 juni 2017      | 18 april 2018    | EK         |
|               | Janek Mäggi         | Janek Mäggi (1973)         | Minister voor Administratieve Zaken                          | 18 april 2018     | 30 april 2019    | EK         |
|               | Urve Palo           | Urve Palo (1972)           | Minister voor Buitenlandse Handel en Informatie- technologie | 23 november 2016  | 22 augustus 2018 | SDE        |
|               |                     | Rene Tammist (1978)        | Minister voor Buitenlandse Handel en Informatie- technologie | 22 augustus 2018  | 30 april 2019    | SDE        |